# 서울경일초등학교
서울경일초등학교는 대한민국 서울특별시 성동구 성수동1가에 있는 공립 초등학교이다.

## 학교 연혁
- 1984년 10월 31일 서울경일국민학교 개교
- 1996년 3월 1일 현재 교명으로 개칭
- 2009년 5월 6일 학습준비물센터 개관
- 2010년 2월 23일 체육관(나래울) 개관
- 2013년 11월 29일 학교도서관(꿈꾸는 책나무) 이전 및 리모델링 개관
- 2015년 3월 25일 학생식당(미사랑) 개관
- 2015년 8월 18일 과학실 현대화 및 돌봄교실 이전사업 준공
- 2016년 3월 7일 중앙현관 개선공사 준공
- 2016년 6월 23일 방음벽 도색공사 준공
- 2016년 8월 18일 후문·주차장 환경개선, 본관 및 창조관 외부 도색공사 준공
- 2016년 12월 28일 시청각실(어울림홀) 이전공사 준공
- 2017년 9월 1일 제11대 이정애 교장 부임
- 2018년 2월 13일 제33회 졸업식(73명, 누계 6951명)
- 2018년 10월 23일 어린이 놀이시설 교체 및 당직실 개선공사
- 2018년 11월 18일 스마트교실(2실) 설치
- 2019년 2월 15일 제34회 졸업식(67명, 누계 7018명)
- 2019년 9월 26일 야외 학습장 개선공사 준공
- 2020년 2월 12일 제35회 졸업식(78명, 누계 7096명)
- 2024년 10월 31일 개교 40주년

## 학교 상징
- 우리 학교 꽃 - 장미 : 학생들을 위한 열정적인 사랑을 상징
- 우리 학교 나무 - 은행나무 : 아름답고 수명이 긴 나무로 강한 의지를 상징
- 우리 학교 캐릭터 - 으뜸이와 경일이 : 장미꽃과 은행잎을 형상화하여 밝고 건강한 어린이를 키우는 으뜸교육, 경일교육을 상징

## 참고 자료
- 서울경일초등학교 - 한국교육학술정보원 학교알리미